# Louise-Charlotte de Brandebourg
Louise Charlotte de Brandebourg (13 septembre 1617 – 28 août 1676), est une duchesse consort de Courlande. Elle est politiquement active comme duchesse consort.
Elle est la fille de Georges-Guillaume Ier de Brandebourg et Élisabeth-Charlotte du Palatinat.

## Biographie
Élevée dans le calvinisme, elle pratique cette foi toute sa vie. En 1638, sa famille s'installe à Königsberg, où elle rencontre le groupe local de poètes dirigé par Simon Dach. Après sa majorité, Louise Charlotte reçoit huit propositions de mariage, dont une du roi de Pologne Ladislas IV Vasa. Cependant Louise-Charlotte et ses parents préfèrent le prince de Courlande Jacob Kettler.
Ils se marient le 9 octobre 1645. Un poème est composé pour le mariage par Simon Dach. Après le mariage, le nouveau couple s'installe à Goldingen et, plus tard, à Mitau. Elle reçoit plusieurs manoirs comme dot et les administrent très sagement. Elle refait des jardins et développe la production laitière. Aussi, elle est connue comme juste et aimable propriétaire par ses paysans. Quand en 1657 les suédois envahissent la Courlande, Louise Charlotte réussit à obtenir la promesse du général suédois De Lagardi d'épargner son manoirs et ses paysans. En 1658, elle est retenue prisonnière avec le duc de Jacob et toute la famille par les Suédois à Riga et plus tard à Ivangorod. Ils sont libérés et peuvent rejoindre leur duché, en 1660, mais toutes leurs propriétés et terrains ont été dévastés.
Louise Charlotte a une grande influence sur la politique de l'Etat pendant le règne de son époux. Elle travaille avec son frère dans l'intérêt de Brandebourg, mais il est aussi reconnu qu'elle contribue à la grandeur de la Courlande au cours de son règne. Les négociations entre le Brandebourg, la Russie, la Suède et la Pologne ont lieu à Mitau au cours de son règne de facto.

## Descendance
- Louise-Élisabeth de Courlande (1646 - 1690), mariée à Frédéric II de Hesse-Homburg en 1670, 11 enfants de cette union.
- Frédéric-Ladislas (14 décembre 1647 - 31 mars 1648).
- Christine-Sophie (15 mai 1649 - 9 juin 1651).
- Frédéric II Casimir Kettler (1650-1698) : duc de Courlande-Sémigalie de 1682 à 1698, postérité.
- Charlotte de Courlande (1651 - 1728), jamais mariée et morte sans postérité.
- Amélie de Courlande (1653 - 1711), fiancée à Guillaume VII de Hesse-Cassel qui meurt en 1670 puis mariée à son frère Charles Ier de Hesse-Cassel la même année, 17 enfants dont 14 survécurent plus d'un an.
- Charles-Jacques Kettler (1654 - 1676), jamais marié et mort sans postérité.
- Ferdinand Kettler (1655 - 1737) : duc de Courlande-Sémigalie de 1730 à 1737, dernier des Kettlers de Courlande. Mort sans postérité.
- Alexandre Kettler (1658 - 1686) : mort lors du siège de Buda en Hongrie.